# Augustine Harris
Thomas Augustine Harris (* 27. Oktober 1917 in West Derby, einem Stadtteil von Liverpool, England; † 30. August 2007 in Ince Blundell nahe Liverpool) war von 1978 bis 1992 römisch-katholischer Bischof von Middlesbrough.

## Leben
Augustine Harris studierte Theologie und Philosophie am St. Joseph’s College in Upholland, Lancashire,  und empfing die Priesterweihe am 30. Mai 1942 in Liverpool. Er war als Kaplan im Gefängnis von Walton tätig. Er vertrat England im International Council of Senior R.C. Prison Chaplains von 1957 bis 1966. Er war Mitglied der Vatikan-Delegation bei den Kongressen der United Nations Crime Congresses (UNODC) in London (1960) und Stockholm (1965).
Er wurde von Papst Paul VI. 1965 zum Weihbischof im Erzbistum Liverpool bestellt und zum Titularbischof von Socia ernannt. Die Bischofsweihe spendete ihm am 11. Februar 1966 Erzbischof Richard Downey. Nach dem überraschenden Tod von Erzbischof George Andrew Beck fiel ihm die Aufgabe zu, die fertiggestellte Liverpool Metropolitan Cathedral zu weihen, den ersten römisch-katholischen Kathedralenbau in England im 20. Jahrhundert.
1978 wurde er von Papst Johannes Paul II. zum Bischof des Bistums Middlesbrough ernannt, dessen neue Kathedrale er 1988 weihte. Harris war in zahlreichen nationalen Gremien vertreten und als BBC-Pfarrer mit Gottesdienstübertragungen aus der Liverpool Metropolitan Cathedral bekannt.
1992 wurde seinem Rücktrittsgesuch durch Johannes Paul II. stattgegeben.